# Eleazar Lipsky
Eleazar Lipsky (* 6. September 1911 in Bronx, New York City, New York; † 14. Februar 1993) war ein US-amerikanischer Jurist, Drehbuchautor und Schriftsteller, der einmal für den Oscar für die beste Originalgeschichte sowie ein weiteres Mal für den Edgar Allan Poe Award für das beste Filmdrehbuch nominiert war.

## Leben
Lipsky absolvierte nach dem Schulbesuch ein Studium der Rechtswissenschaften und war danach als Rechtsanwalt sowie als Staatsanwalt (Assistant District Attorney) in Manhattan tätig. 1947 erschien mit Kiss of Death sein erster Roman, der noch im gleichen Jahr von Henry Hathaway verfilmt wurde. Für die Vorlage zu Der Todeskuß mit Victor Mature, Brian Donlevy und Coleen Gray wurde er bei der Oscarverleihung 1948 für den Oscar für die beste Originalgeschichte nominiert.
Für die Vorlage zu Der Mordprozeß O’Hara (The People Against O’Hara, 1951), einem von John Sturges mit Spencer Tracy, Pat O’Brien und Diana Lynn nach seinem gleichnamigen 1950 veröffentlichten Roman entstandenen Film noir, wurde er darüber hinaus 1952 für den Edgar Allan Poe Award für das beste Filmdrehbuch nominiert.

## Veröffentlichungen
- Kiss of Death, Roman, 1947
- Murder One, Roman, 1948
- The People Against O’Hara, Roman, 1950
- Lincoln McKeever, 1953
- The Scientists, 1959
- Tiger in the Night, Erzählung, 1964
- The Devil’s Daughter, 1969
- Malpracice: A Novel, 1972

in deutscher Sprache
- Der Todeskuß : Kriminalroman, Original: Kiss of Death, Menden in Westfalen 1950
- Alle gegen O'Hara : Kriminalroman, Original: The People Against O’Hara, Hannover 1955
- Das Teufelsmädchen, Original: The Devil’s Daughter, München 1972, ISBN 3-426-08815-0

## Filmografie
- 1947: Der Todeskuß (Kiss of Death)
- 1951: Der Mordprozeß O’Hara (The People Against O’Hara)
- 1958: The Fiend Wh Walked The West (Western-Remake von Der Todeskuß)
- 1964: Ready for the People (Fernsehfilm)